# Station Yamanakadani
 Station Yamanakadani (山中渓駅,  Yamanakadani-eki) is een spoorwegstation in de Japanse stad Hannan, gelegen in de prefectuur Osaka. Het wordt aangedaan door de Hanwa-lijn. Het station heeft twee sporen, gelegen aan twee zijperrons.

## Lijnen

### JR West
| 1 | ■ Hanwa-lijn | richting Hineno, Ōtori en Tennōji |
| 2 | ■ Hanwa-lijn | richting Kii en Wakayama          |

## Geschiedenis
Het station werd in 1930 geopend. 

## Overig openbaar vervoer
Er bevindt zich een bushalte nabij het station, waar een bus van het netwerk van Hannan vertrekt.

## Stationsomgeving
- Onoyama-bergpas
- Warmwaterbronnen van Yamanakadani